# 拉西姆·阿利耶夫
拉西姆·阿利耶夫（1984年8月16日—2015年8月9日），阿塞拜疆记者、人权活动家。

## 生平
阿利耶夫出生于1984年，毕业于阿塞拜疆国立石油工业学院，家中有一个姐妹。阿利耶夫自2007年起加入记者自由与安全研究所，后于2014年10月升任为该组织主席。在该研究所工作早期，他从事人权方面的研究，并监督阿塞拜疆的地方法院。2013年，阿利耶夫遭敌对研究所的人士殴打，事件相关的照片曾广泛流传。
2010年，阿利耶夫加入记者自由与安全研究所开设的“客观电视频道”担任编辑，该频道后遭到阿塞拜疆政府于2014年8月强行关闭。
2015年7月，阿利耶夫因发布揭露警察暴力的照片被敲诈、受到死亡威胁。他曾请求警方派员保护，但没有得到批准。

## 死亡

### 过程
2015年8月6日的欧洲联赛上，阿塞拜疆卡巴拉足球俱乐部和塞浦路斯利马索尔太阳神俱乐部的比赛后，阿利耶夫批评了卡巴拉球员贾维·侯赛因诺夫向对方球迷挥舞土耳其国旗、及向对他的举动提出疑问的记者比出粗鲁手势的行为。阿利耶夫在Facebook上发文，指出应禁赛该球员，还称其行为是“不道德且不文明”的。
阿利耶夫后来在巴库接到自称是侯赛因诺夫亲属打来的电话，后者向他表达了愤慨。阿利耶夫同意和该男子见面和解，但于2015年8月8日到达约定地点后被六名男子按在地上拳打脚踢约40秒钟。医生诊断阿利耶夫四根肋骨骨折、耳朵也受伤，但没有留下内伤，还召开了媒体发布会。当夜，阿利耶夫的伤势加剧，脾脏被摘除，第二天死于内出血，此时距离他将满31周岁只有一星期。
袭击者据信为足球迷，但阿利耶夫的同事则认为袭击的背后可能隐含政治目的。阿利耶夫生前所在的研究所声明，院方“受到阿塞拜疆当局的压力，拒绝客观地诊断他的伤情，也没有把他送进加护病房在全面的医疗条件下治疗”。同时，警方也逮捕了侯赛因诺夫的一名与本次袭击有关的亲属。
2016年5月31日，法院判处谋杀案凶手艾尔山·伊斯麦洛夫13年监禁、阿里夫·阿利耶夫12.5年监禁、贾马尔·马马多夫12年监禁，萨马尔·穆斯塔法耶夫和贾南·玛达托夫各9年监禁，当事足球运动员侯赛因诺夫4年监禁。

### 国际影响
有多个国际组织谴责阿利耶夫被谋杀一案，其中包括国际记者联盟和欧洲记者联盟、国际新闻俱乐部联合会以及阿利耶夫生前供职过的记者自由与安全研究所。时任联合国教科文组织秘书长伊琳娜·博科娃谴责这次谋杀，并要求彻底调查此案。欧洲安全与合作组织的代表敦尼娅·米娅托维奇在致阿塞拜疆总统伊利哈姆·阿利耶夫的信中谴责这次谋杀：“拉西姆·阿利耶夫的死警醒我们，一定要出重拳打破恶性循环”。“大赦国际”组织的代表则呼吁阿塞拜疆政府确保“开展彻底、独立和公正的调查”，又称阿塞拜疆国内的表达自由“已经命悬一线”，阿塞拜疆当局“要立即采取行动保护记者，保护新闻自由不致销声匿迹”。